# Carmichaelia exsul
Carmichaelia exsul är en ärtväxtart som beskrevs av Ferdinand von Mueller. Carmichaelia exsul ingår i släktet Carmichaelia och familjen ärtväxter. Inga underarter finns listade i Catalogue of Life.